# Luidy
Luidy Viegas, mais conhecido como Luidy (União dos Palmares, 21 de julho de 1996), é um futebolista brasileiro que atua como atacante. Atualmente defende o América de Natal.

## Carreira

### CRB
Aos 20 anos Luidy fez sua estreia pelo CRB no clássico contra o CSA pela 6° rodada do Campeonato Alagoano no empate por 1–1. Já em seu segundo jogo, marcou seu primeiro gol como profissional, e um lindo gol na vitória por 3–1 no clássico contra o ASA. No jogo seguinte, fez outro lindo gol na goleada sobre o Sete de Setembro por 4–1, sendo já muito elogiado pela mídia alagoana.
No jogo de ida da semifinal contra o Coruripe, Luidy teve sua melhor atuação com a camisa do CRB até então, onde fez um gol e deu passe para o gol de Lúcio Maranhão na vitória regatiana por 2–0. Após conquistar o título estadual pelo CRB, foi eleito a revelação da competição. Fez outro gol importante na vitória sobre o Ivinhema pela primeira fase da Copa do Brasil, partida na qual o CRB venceu por 2–0 e garantiu sua classificação para a fase seguinte.
Na primeira rodada da Série B, marcou o gol da vitória fora de casa sobre o Londrina por 1–0. Na terceira rodada, marcou um golaço que garantia o empate contra o Oeste fora de casa, mas sua equipe acabou perdendo por 2–1. Marcou mais um na quarta rodada da competição, ajudando o CRB a conquistar sua segunda vitória, a primeira em casa. Seu ótimo começo na Série B começou a chamar atenção de muitos clubes da primeira divisão, como o Santos.
Apesar de oscilar em alguns momentos, Luidy continuou tendo boas atuações na Série B e se mostrou como peça fundamental da boa campanha do CRB na competição. Em 30 de agosto, se destacou novamente contra o Oeste, marcando duas vezes na vitória do Galo por 3–1 no Rei Pelé pela 22ª rodada da Série B.
Encerrou a temporada com nove gols marcados e foi negociado com o Corinthians para a próxima temporada.

### Corinthians
Luidy foi apresentado ao Corinthians em janeiro de 2017, juntando-se ao elenco que viajou para os Estados Unidos para a disputa da Florida Cup. Apesar de ter sido contratado como uma promessa, não teve nem oportunidade de estrear pelo seu novo clube antes de ser emprestado ao Figueirense no começo de abril.

### Figueirense
No dia 19 de abril, o Corinthians empresta o jogador Luidy para o Figueirense até o fim de 2017, onde irá disputar a Serie B. Em 11 de julho, se reencontrou com o clube que o revelou, o CRB, em uma partida válida pela 13ª rodada do Campeonato Brasileiro de Futebol de 2017 - Série B, na qual o clube alagoano venceu o Figueirense por 2–1 no Estádio Rei Pelé em Maceió. Com esse resultado ruim o clube catarinense permaneceu na zona do rebaixamento. Ao final da competição, o clube conseguiu escapar do rebaixamento. Luidy fez ao todo 2 gols em 24 partidas disputadas.

### Ceará
Em 29 de dezembro, o Corinthians emprestou o atacante Luidy ao Ceará para a disputa do Campeonato Brasileiro de Futebol de 2018 - Série A.
Após poucas oportunidades e sem sequência, Luidy teve seu contrato com o Ceará rescindido no dia 18 de agosto de 2018.

### São Bento
Dois dias após ter seu contrato rescindido com o Ceará, em 20 de agosto de 2018, Luidy foi emprestado para o São Bento, até o Campeonato Paulista de 2019.

### Londrina
Em 28 de dezembro de 2018 foi emprestado ao Londrina para a temporada de 2019.

### CRB
No dia 31 de dezembro de 2019, foi emprestado ao CRB para o ano de 2020. Após 3 anos, retorna ao clube alagoano, que o revelou para o Brasil em 2016.
Fez a sua reestreia no dia 26 de janeiro de 2020, na derrota por a 1–0 contra o Murici pelo Campeonato Alagoano. No dia 1 de fevereiro de 2020, marcou no empate em 1–1 contra o CSE, em Palmeira dos Índios.

## Títulos
CRB
- Campeonato Alagoano: 2016, 2020

Ceará
- Campeonato Cearense: 2018

## Prêmios individuais
| Ano  | Premiação                       | Prêmio    | Time | Resultado | Ref.  |
| ---- | ------------------------------- | --------- | ---- | --------- | ----- |
| 2016 | Melhores do Campeonato Alagoano | Revelação | CRB  | Venceu    | [ 6 ] |